# Ізабель Берро
Ізабель Берро Амадей (фр. Isabelle Berro-Amadeï; нар. 24 жовтня 1965, Монако) — монакська адвокатка й дипломат. Посол Монако в Німеччині, Австрії та Польщі. Міністр закордонних справ Монако (з 2022), виконувачка обов'язків державного мінстра Монако після початку хвороби і смерті Дідьє Гійома.

## Життєпис
Ізабель Берро Амадей народилася 24 жовтня 1965 року в Монако. Вивчала право в Університеті Ніцци Софія-Антиполіс у 1984—1987 роках, потім продовжила свою юридичну освіту в Національній школі магістратури в Парижі до 1989 року. Проходила стажування в Вищому суді у Каркассоні.
У жовтні 1989 року Берро Амадей зайняла посаду юристки-секретаря дирекції судових послуг, що відповідає за управління судовою системою Монако. На цій посаді вона відповідала за реорганізацію в'язничної інспекції Монако, що була передана від Міністерства внутрішніх справ до дирекції судових послуг, і прийняття закону про в'язниці.
З грудня 1990 року Ізабель Берро Амадей працювала суддею першої інстанції Монако. У січні 2000 року вона зайняла посаду прем'єр-судді. З 2006 року працює в Європейському суді з прав людини. Вона перший суддя, якого Монако направило до суду. 1 листопада 2012 року Берро Амадей здобула призначення голови першої секції. Вона є членом Консультативної ради європейських суддів. У 2005 році нагороджена орденом Святого Карла (Лицарський клас).
У 2016 році Ізабель Берро Амадей стала послом Монако в Німеччині, Австрії та Польщі. З 10 лютого 2016 року — Постійна представниця Монако при Організації Договору про всеосяжну заборону ядерних випробувань.
З 17 січня 2022 року — міністр закордонних справ і міжнародного співробітництва Монако.
З 10 січня 2025 року вона виконує обов'язки державного міністра Монако після того, як Дідьє Гійом був госпіталізований для проходження лікування і 17 січня помер.